# Hersilia okinawaensis
Espèce
Hersilia okinawaensis est une espèce d'araignées aranéomorphes de la famille des Hersiliidae.

## Distribution
Cette espèce est endémique des îles Okinawa dans l'archipel Nansei au Japon.

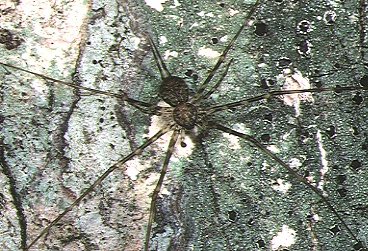
Hersilia okinawaensis ♂

## Étymologie
Son nom d'espèce, composé de okinawa et du suffixe latin -ensis, « qui vit dans, qui habite », lui a été donné en référence au lieu de sa découverte.

## Publication originale
- Tanikawa, 1999 : Japanese spiders of the genus Hersilia (Araneae: Hersiliidae). Acta Arachnologica, Tokyo, vol. 48, p. 131-137.